# Список світової преси
Список світової преси за країнами:

## Афганістан
Кабул Уїклі (Kabul Weekly) (Кабул)

## Алжир
- Ель Уатан (El Watan)
- Ель Хабар (El Khabar)
- Ель Масса (El Massa)

## Аргентина
- Кларін (Clarín) Буенос Айрес
- Ла Насьйон (La Nación) Буенос Айрес
- Пахіна (Página) Буенос Айрес
- Амбіто Фінансієро (Ámbito Financiero) Буенос Айрес
- Буенос Аайрес Геральд (Buenos Aires Herald) (англ.)
- Ла Капіталь (La Capital) Росаріо
- Лос Андес (Los Andes) Мендоса

## Австралія
- The Advertiser
- The Age
- The Australian
- The Canberra Times
- The Courier-Mail
- The Daily Telegraph
- The Herald Sun
- The Sunday Times
- The Sydney Morning Herald
- The West Australian

## Австрія
- Die Presse Відень
- Kleine Zeitung
- Neue Kronenzeitung
- Wiener Zeitung Відень
- Der Standard
- Der Kurier
- News

## Азербайджан
- Azarbaycan
- Azadliq
- Ekho
- Ekspress
- Yeni Azarbaycan
- Yeni Musavat
- Zerkalo (рос., англ.)
- 525 Qazet
- Baku Sun (англ.)

## Бельгія
Фламандською мовою
- De Gentenaar (VUM), Gandawa
- De Morgen (De Persgroep)
- De Standaard (VUM)
- De Tijd (Uitgeversbedrijf Tijd)
- Gazet Van Antwerpen (Regionale Uitgeversgroep)
- Grenz-Echo (нім.)
- Het Belang van Limburg (Regionale Uitgeversgroep)
- Het Laatste Nieuws (De Persgroep)
- Het Nieuwsblad (VUM)
- Het Volk (VUM)

Французькою мовою
- La Libre Belgique
- Le Soir
- La Dernière Heure
- Le Peuple
- Vers l'Avenir
- La Meuse
- L'Echo de la Bourse

## Білорусь
- Наша Ніва
- Советская Беларусия (рос.)
- Республіка
- Народная Газєта
- Звязда
- БДГ Деловая Газета
- Народная Воля
- БелГазета

## Болгарія
- 24 Часа
- 7 Дні Спорт
- Дневен Труд
- Дневнік (англ.)
- Єврофутбол
- Капітал
- Meridian Mach
- Монітор
- Ноштен Труд
- Новінар
- Парі
- Труд
- The Sofia Echo (англ.)
- Шок
- Standard (англ.)

## Боснія і Герцеґовина
- Oslobodjenje
- Dnevni avaz
- Dani
- Slobodna Bosna
- Nezavisne novine
- Reporter

## Бразилія
- Correio Brasiliense
- Diário do Nordeste
- Folha de S.Paulo
- Jornal do Brasil
- O Estado de São Paulo
- O Globo
- O Povo
- Zero Hora

## Велика Британія
- Daily Mail
- Daily Mirror
- Daily Record
- Daily Star
- Daily Telegraph
- Evening Standard
- Файненшл таймс Financial Times
- Lloyds List
- Morning Star
- Ґардіан (The Guardian)
- The Herald
- The Independent
- The Scotsman
- The Sun
- The Times

## Венесуела
- Діаріо Фронтера
- Ель-Універсаль

## Гонконґ
Англійською мовою:
- HK Magazine
- South China Morning Post
- The Standard

Китайською мовою:
- Apple Daily
- Hong Kong Economic Times
- Hong Kong Economic Journal
- Hong Kong Commercial Daily
- Metropolis Daily
- Ming Pao
- Oriental Daily
- Sing Pao
- Sing Tao Daily
- Sun Daily
- Ta Kung Pao
- Wen Wei pao

## Греція
- Елефтеротіпія
- Та Неа
- То Віма
- Катимеріні

## Данія
- B.T.
- Berlingske Tidende
- Dagbladet Børsen
- Ekstra Bladet
- Dagbladet Information
- Jyllands-Posten
- Kristeligt Dagblad
- Politiken
- Erhvervsbladet
- Weekendavisen
- Dagbladet Arbejderen
- The Copenhagen Post

## Джибуті
- La Nation
- La Republique
- Le Renouveau

## Єгипет
- Аль-Ахрам
- Ахбар Ель-Йом
- Middle East Times
- Al-Ahram Weekly
- Al-Jumburiyah
- Al-Akhbar
- Al-Ahali
- Al-Wafd
- Al-Messa

## Естонія
- Eesti Ekspress
- Eesti Päevaleht
- Postimees
- SL Ohtuleht
- Maaleht
- Естонія (рос.)
- Aripaev

## Ізраїль
- Haaretz
- The Jerusalem Post
- Maariv
- Yedioth Ahronoth

## Індія
- Deccan Herald
- The Indian Express
- The Hindu
- The Times of India
- The Hindustan Times
- The Economic Times
- Business Standard
- Eenadu
- Dainik Jagaran
- Dina Thandi
- Malayala Manorama
- Mathrubhumi

## Ірландія
- The Examiner
- Foinse
- The Irish Independent
- The Irish Times
- Lá

## Ісландія
- Dagblaðið Vísir[en]
- Fréttablaðið
- Morgunblaðið
- Vidskiptablaðið
- Baejarins Besta

## Іспанія
- El Mundo
- El País
- La Razón
- La Vanguardia
- ABC (Hispania)
- Gara
- Marca

## Італія
- Alto Adige
- Corriere della Sera
- Corriere delle Alpi
- Gazzetta di Mantova
- Gazzetta di Modena
- Gazzetta di Reggio
- Il Centro
- Il Gazzetino
- Il Giornale
- Il Messaggero
- La Repubblica
- La Stampa di Torino
- Il Sole 24 ore
- Il Giornale di Sardegna
- Il Mattino di Padova
- Il Nord Sardegna
- Il Piccolo
- Il Tirreno
- La Citta
- La Nuova Ferrara
- La Nuova Sardegna
- La Nuova Venezia
- La Provincia Pavese

## Йордан
- Jordan Times

## Канада
- Calgary Herald
- Chronicle-Herald
- Globe and Mail
- Kingston Whig Standard
- Le Devoir
- Montreal Gazette
- National Post
- Ottawa Citizen
- La Presse
- Le Soleil
- Toronto Star
- Vancouver Sun
- The Province
- Victoria Times-Colonist

## КНР
- Beijing Youth Daily
- Oriental Sports Daily
- Женьмінь жибао
- Shanghai Daily
- Шанхай Женьмін Ваньбао
- Та Кунґ Пао
- Trust Post
- Вен Веі Пао
- Женьмінь Ваньбао

## Латвія
- Diena
- Neatkarīgā Rīta Avīze
- Dienas Bizness
- Телеграф (рос.)
- Latvijas Avīze
- Час (рос.)
- Бизнес & Балтия (рос.)
- Вести Сегодня (рос.)
- Vakara Avīze Vakara Ziņas

## Ліхтенштейн
- Liechtensteiner Vaterland
- Liechtensteiner Volksblatt

## Литва
- Lietuvos Rytas
- Respublika
- Lietuvos Aidas
- Lietuvos Zinios
- Kauno Diena
- Veidas
- Atgimimas
- Ekstra!
- Verslo Zinios

## Мальта
- Times of Malta
- Malta Independent
- It-Torca
- Il Mument
- In-Nazzjon
- L-Orrizont
- Malta Today

## Мексика
- La Jornada
- Reforma

## Нідерланди
- Algemeen Dagblad
- De Telegraaf
- De Volkskrant
- Elsevier
- Het Parool
- Nederlands Dagblad
- NRC Handelsblad
- Trouw

## Німеччина
- Auto Motor und Sport
- Auto Bild
- Berliner Zeitung
- Bremer Nachrichten
- Braunschweiger Zeitung
- Bild
- Die Welt
- Der Spiegel
- Der Stern
- Frankfurter Allgemeine Zeitung
- Frankfurter Rundschau
- Financial Times Deutschland
- Focus
- Fuelder Zeitung
- Hamburger Abendblatt
- Handelsblatt
- Nürnberger Nachrichten
- Neue Westfalische
- Passauer Neue Zeitung
- Sachsische Zeitung
- Stars and Stripes Europe
- Süddeutsche Zeitung
- Der Tagespiegel
- Die Tageszeitung
- Die Zeit
- Weser-Kurier
- Wolfsburger Nachrichten

## Нова Зеландія
- Dominion Post
- New Zealand Herald
- Otago Daily Times
- The Press

## Норвегія
- Aftenposten
- Dagbladet
- Verdens Gang
- The Norway Post
- Morgenbladed

## Перу
- Diario Gestion
- Diario Ojo
- El Comercio Peru
- El Tiempo[джерело?]
- Expreso
- La Encuesta
- La Republica

## Південна Корея
- The Chosun Ilbo
- The Dong-a Ilbo
- Joong-ang Ilbo
- Hankyoreh Shinmun
- The Korea Herald
- The Korea Times

## Північна Корея
- Rodong Shinmun

## Польща
- Gazeta Wyborcza
- Fakt
- Rzeczpospolita
- Super Express
- Dziennik Polska-Europa-Świat
- Nasz Dziennik
- Trybuna
- Metro
- Metropol
- Gazeta Prawna
- Newsweek Polska
- Polityka
- Gazeta Polska
- Wprost

## Португалія
- Público
- Jornal de Noticias
- Expresso
- O Primeiro de Janeiro
- Diario de Noticias
- Correio de Noticias
- The Portugal News

## Росія
- Известия
- Коммерсантъ
- Комсомольская правда
- Красная звезда
- Московский комсомолец
- Независимая Газета
- Советская Россия
- Российская газета
- Аргументы и факты
- The Moscow Times
- The Moscow News
- The St. Peterburg Times
- Правда

## Румунія
- Adevarul
- Capital
- Cotidianul
- Jurnalul National
- Nine O'Clock
- Libertatea
- Evenimentul Zilei
- România libera
- Ziarul financiar
- Ziua

## Сан-Марино
- La Tribuna Samarinese
- San Marino Oggi

## Сербія
- Politika
- Vecernje Novosti
- Blic
- Danas
- Glas Javnosti
- Borba
- Ekspres Politika
- NiN
- Vreme
- Nedelnji telegraf
- Vecernje Novosti
- Dnevnik
- 24 CASA
- Kurir
- Magyar Szo
- Sport
- Sportski Zurnal

## Сінґапур
Китайською мовою:
- Lianhe Zaobao
- Lianhe Wanbao
- Xinmin Ribao

Англійською мовою:
- The Straits Times
- The Newspapers
- Today (Singapur)
- Streat

## Словаччина
- Pravda
- Sme
- Novy Cas
- Slovak Spectator

## Словенія
- Dnevnik
- Delo
- Vecer
- Slovenske Novice
- Mladina
- Primorske Novice

## США
- USA Today
- The Wall Street Journal
- Нью-Йорк Таймс (The New York Times)
- The Washington Post
- Chicago Tribune
- New York Daily News

## Тайвань
- China Post
- China Times (Zhongguo Shibao)
- Lianhe Bao
- Liberty Times (Ziyou Shibao)
- Taiwan News
- Taiwan Times

## Україна
Див. тж.: Категорія:Газети України:
тут наведено винятково сучасні загальноукраїнські найпопулярніші видання, як газети, так і часописи (в абетковому порядку):
- Вечерние вести
- Газета по-українськи
- Голос України
- День
- Дело
- Дзеркало тижня
- Корреспондент
- Сегодня
- Сільські вісті
- Україна Молода
- Український тиждень
- Урядовий кур'єр
- Факты и комментарии
- Kyiv Post

## Фінляндія
- Aamulehti
- Helsingin Sanomat
- Hufvudstadsbladet
- Kauppalehti
- Ilta-Sanomat
- Iltalehti
- Taloussanomat
- Turun Sanomat
- Demari
- Kansan Uutiset

## Франція
- Les Echos
- Екіп
- Ле Фігаро
- Юманіте
- Ліберасьйон
- Ле-Монд
- La Tribune

- L'Alsace
- L'Ardennais
- Le Courrier de l'Ouest
- Le Dauphiné Libéré
- La Dépêche du Midi
- Les Dernières Nouvelles d'Alsace
- L'Est Républicain
- La Marseillaise
- Midi Libre
- La Montagne
- Nice-matin
- La Nouvelle République du Centre Ouest
- Ouest-France
- Paris Normandie
- Le Parisien
- Le Progrès
- La Provence
- Le Républicain Lorrain
- Sud Ouest
- Le Télégramme
- La Tribune
- L'Union
- Var-matin
- Vaucluse-matin
- La Voix du Nord

- Courrier International
- Le Point
- L'Express
- Le Canard enchaîné
- Нувель Обсерватер
- Paris Match

## Хорватія
- Vecernji list
- Jutarnji list
- Slobodna Dalmacija
- Novi list
- Glas Istre
- Dnevnik
- Globus
- Feral Tribune
- Nacional

## Чехія
- Mladá fronta Dnes
- Právo
- Hospodářské noviny
- Blesk
- Lidové noviny
- The Prague Post

## Чилі
- El Mercurio de Valparaíso
- El Mercurio
- El Sur
- La Tercera
- Las Últimas Noticias

## Швеція
- Aftonbladet
- Expressen
- GT
- Kvälls-Posten
- Göteborgs-Posten
- Dagens Nyheter.
- Metro International
- Svenska Dagbladet
- Sydsvenska Dagbladet

## Швейцарія
- Agefi
- Appenzeller Zeitung
- Basler Zeitung
- Blick
- Le Courrier
- Der Bund
- Dimanche.ch
- L'Express
- Freiburger Nachrichten
- Giornale del Popolo
- L'Impartial
- Journal du Jura
- Le Matin
- Le Nouvelliste
- Neue Luzerner Zeitung
- Neue Zürcher Zeitung
- Le Quotidien Jurassien
- Südostschweiz
- Tages Anzeiger
- Le Temps
- Thurgauer Zeitung
- Tribune de Genève / 24 heures
- Weltwoche

## Японія
- Асахі Сімбун
- Йоміурі Сімбун
- Майніті Сімбун
- Ніхон кейдзай сімбун
- Sangyou Keizai Shimbun
- The Japan Times